# Shuta Doi
Shuta Doi (født 29. februar 1996) er en japansk fodboldspiller, som spiller for den japanske fodboldklub FC Machida Zelvia.